# KZ Börnicke

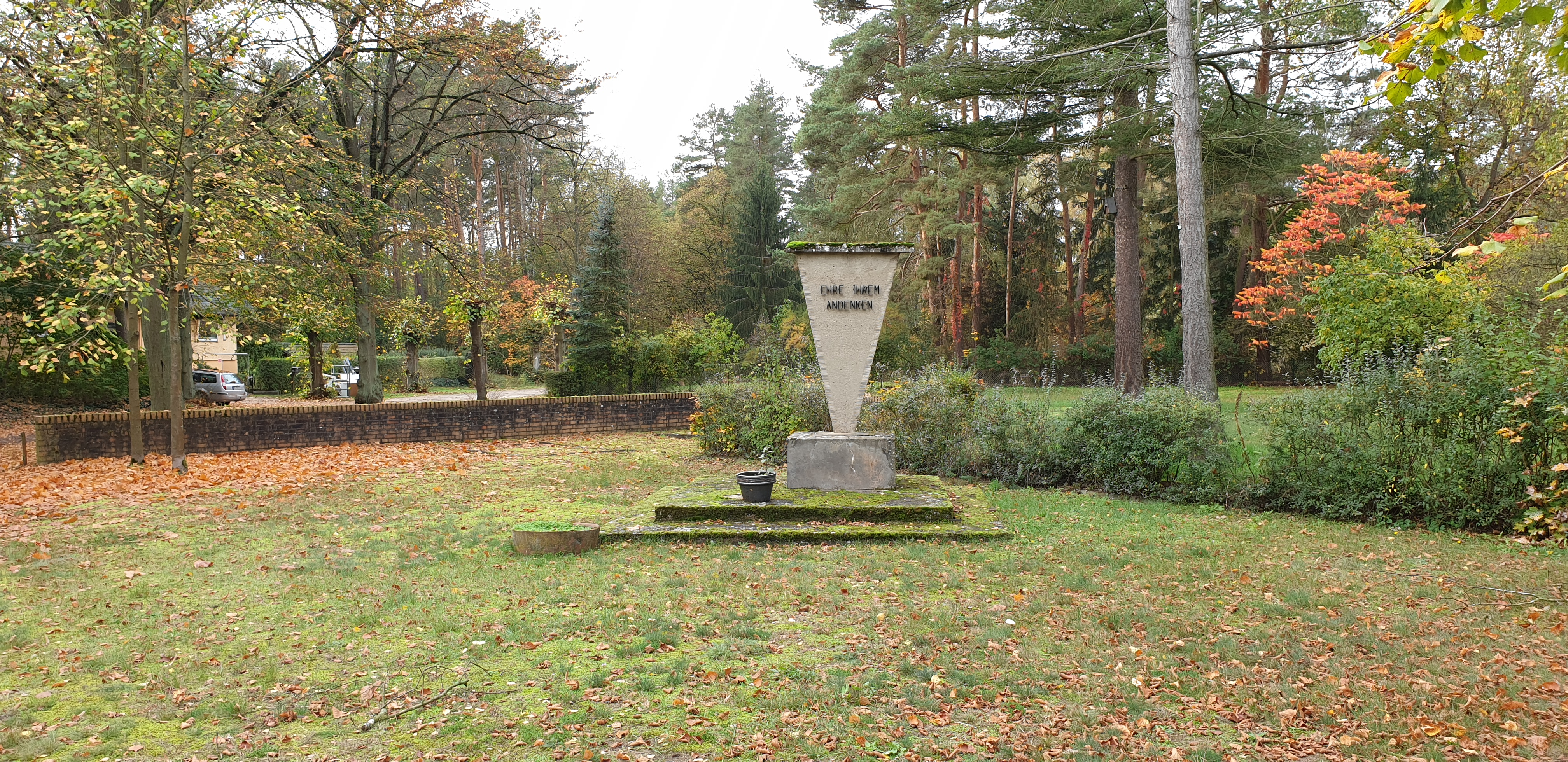
Mahnmal für die Opfer des KZ Börnicke (1975)

Das Konzentrationslager Börnicke (kurz KZ Börnicke) war ein frühes deutsches Konzentrationslager in der Zeit des Nationalsozialismus. Es wurde im Mai 1933 durch die Sturmabteilung in einer ehemaligen Zementfabrik in Börnicke bei Nauen eingerichtet. Nach der Machtübergabe betrieb die SA-Standarte 224 mit Sitz in Nauen hier zunächst eine Wehrsportschule. Später begann die Nutzung als sogenanntes „wildes“ oder „frühes“ KZ. Die Häftlinge waren überwiegend Kommunisten und Sozialdemokraten aus dem Kreis Osthavelland, die zu Wegebau- und Forstarbeiten gezwungen wurden. SA-Männer ermordeten mindestens zehn Häftlinge. Weitere starben an den Folgen der unmenschlichen Behandlung und der schlechten Verpflegung. Einer der Insassen war der Falkenseer Arbeitersportler Oskar Sander. Im Juli 1933 wurden 79 Gefangene in das KZ Oranienburg überstellt. Börnicke bildete nun ein Außenkommando des KZ Oranienburg mit etwa 15 Häftlingen.
Die preußische Landesregierung untersuchte im Sommer 1933 die Vorgänge im Lager. In der Folge wurde der Lagerkommandant Heinrich Krein am 28. September 1933 festgenommen und am 14. August 1934 vom Landgericht Berlin wegen Vergewaltigung einer Kommunistin verurteilt. Die eigentlichen Vorgänge im Lager blieben ungesühnt.
Auf dem ehemaligen Fabrikgelände an der Tietzower Straße wurde 1951 eine Gedenkmauer errichtet. Hinter der Mauer liegen elf ermordete unbekannte Häftlinge bestattet, die weiter nördlich in Sommerfeld gefunden worden waren. Dabei handelte es sich vermutlich um Tote eines Sachsenhausen-Transports. 1975 wurde der Ort mit dem heute noch erhaltenen Denkmal umgestaltet. Die Inschrift lautet:

„KZ Börnicke 1933 / Die Toten mahnen / Ehre ihrem Andenken.“

Nördlich von Hennigsdorf lag die Außenstelle Meissnershof.